# Avon (Inglaterra)

Locação de Avon na Inglaterra.

Avon é um antigo condado da Inglaterra, que existia de 1974 a 1996.
O condado foi chamado do Rio Avon, que flue através a área. Foi criado de partes dos condados históricos de Gloucestershire e Somerset, com a cidade de Bristol, que foi a capital. Em 1996, o condado foi abolido e a área dividida entre quatro novas autoridades unitarias: Bath e North East Somerset, Bristol, North Somerset e South Gloucestershire. O nome Avon é ainda usado por alguns propósitos. A área tinha uma população de acerca 1,08 milhão pessoas em 2009.